# Nicolas van Ronkenstein

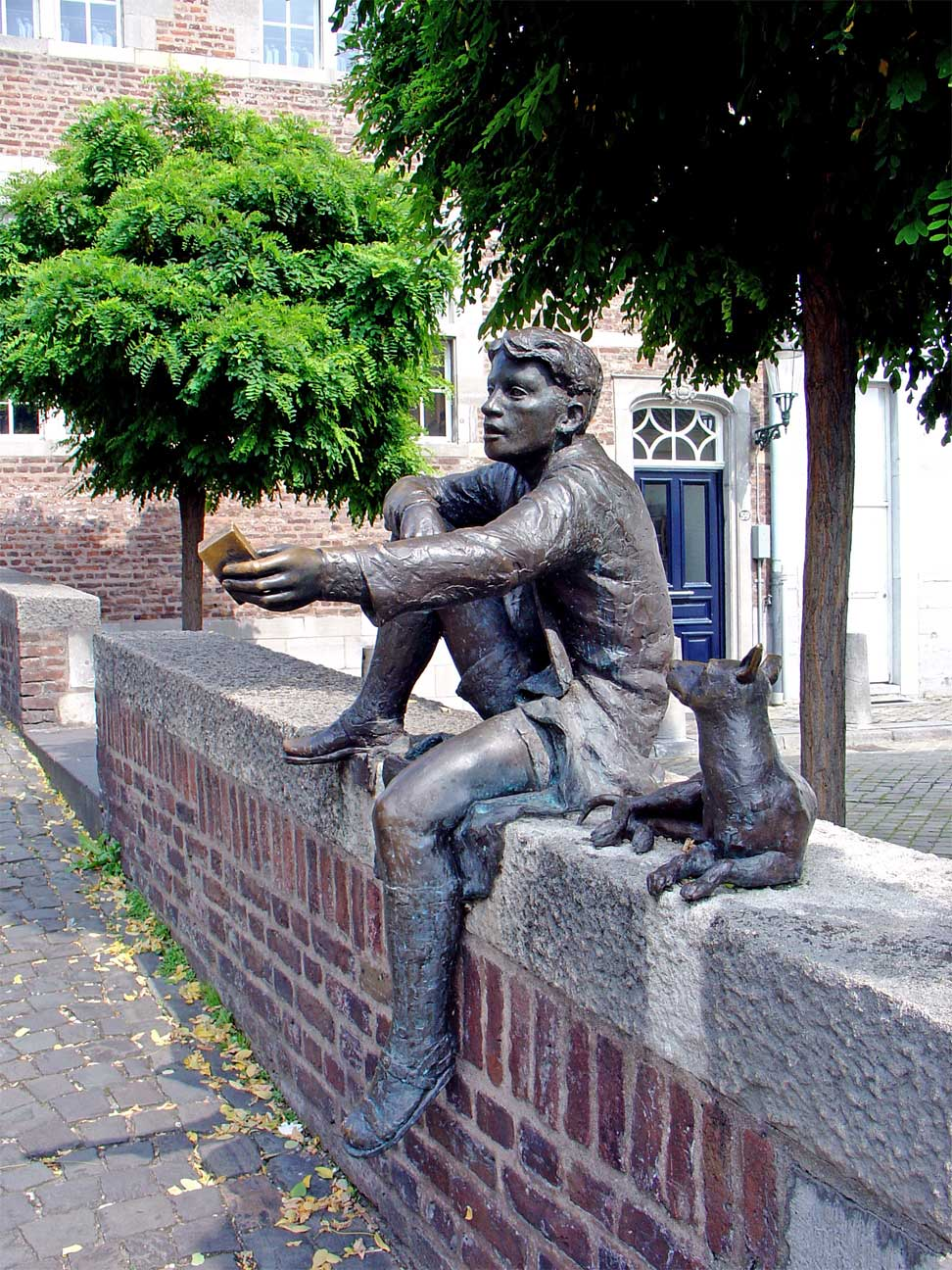
Batteraof Pieke en ziene hoond Maoke, in de Stokstraat, Maastricht

Nicolas van Ronkenstein, pseudoniem van Joseph Hendrik (Joep) Nicolas (Den Haag, 16 augustus 1933), is een Nederlandse beeldhouwer.

## Leven en werk
Van Ronkenstein werd geboren in Den Haag, maar bracht zijn jeugd door in Limburg (Linne, Heerlen en Voerendaal). Hij ontving zijn beeldhouwopleiding van 1954 tot 1956 van onder anderen Charles Vos aan de Stadacademie voor toegepaste kunst in Maastricht. Aanvullend studeerde hij van 1956 tot 1958 aan de kunstopleiding van het Museum of Fine Arts (Boston) en van 1959 tot 1961 aan de Art Students League of New York, waar hij ook zijn eerste expositie had. Van 1961 tot 1964 werkte hij als glazenier bij zijn oom Joep Nicolas.
Van Ronkenstein woont en werkt sind 1963 in Beesel. Zijn werk, dat aanvankelijk abstract was, behoort tot de figuratieve kunst.
In 2011 maakte hij een monument voor de slachtoffers van de scheepsramp met SS Slamat (1941). Het werd in de Sint-Laurenskerk te Rotterdam geplaatst en werd onthuld op 27 april 2011, 70 jaar na de ramp.

## Werken

### Beesel
- Spelende kinderen op stoel met hond (2005), Pastoor Gerrishof
- Sint Barbara (1978), Parklaan-Den Roover/Oude Baan in Reuver
- De Kleisteker (1982) , Keulseweg/Markt in Offenbeek
- De Windjse Windjbuujel (1985), Markt in Reuver

### Horst aan de Maas
- Kippen op bonenstaken (1990), St. Hubertusplein in Hegelsom
- De Peelkabouters van Horst (1997), Centrum

### Maastricht
- Batteraof Pieke en ziene hoond Maoke (1996), Stokstraat

### Tegelen
- Bouwers (1981), Industriestraat/De Drink

### Velden
- Koe met vallend melkmeisje (1980), Markt

### Wessem
- De Acrobaatjes (1969), Het Schoor